# Rue Pégoud
La rue Pégoud est une voie du 15e arrondissement de Paris, en France.

## Situation et accès
La rue Pégoud est une voie située dans le 15e arrondissement de Paris. Elle débute  quai d'Issy-les-Moulineaux et se termine au croisement de la voie AD/15 et du boulevard Gallieni.

## Origine du nom

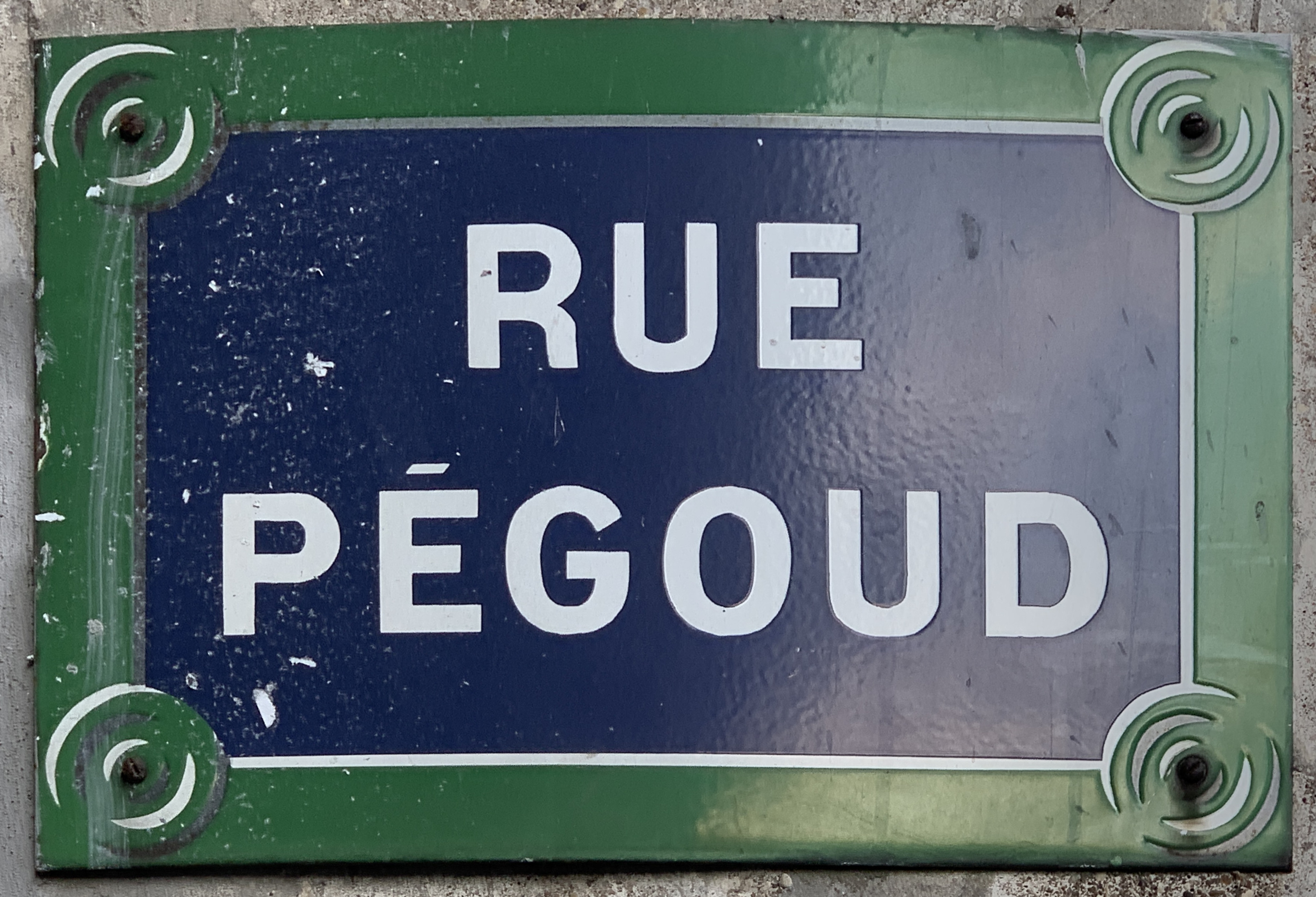
Plaque de la rue.

Cette rue honore la mémoire d'Adolphe Pégoud (1889-1915), aviateur français mort au champ d'honneur le 31 août 1915 près de Belfort.
Cette rue a reçu ce nom à cause du voisinage du champ d'aviation d'Issy-les-Moulineaux.

## Historique
Cette rue a été détachée du boulevard Gallieni de la commune Issy-Les-Moulineaux, annexé à Paris par décret du 3 avril 1925 et a reçu sa dénomination actuelle le 12 octobre 1926.